# 黑博恩
黑博恩（德語：Herborn，德語發音：[ˈhɛʁˌbɔʁn] ⓘ）是德国黑森州的一个市镇，属于吉森行政区和兰-迪尔县。该市镇总面积为63.76平方千米，截至2023年12月31日总人口为21,142人。

## 友好城市
- 法國 佩尔蒂（1969年）
- 奥地利 贡特斯多夫（1972年）
- 奥地利 申巴赫（1989年）
- 波蘭 伊瓦瓦（1998年）